# Paddy Driver
Paddy Driver (Johannesburgo, África do Sul, 13 de maio de 1934) foi um automobilista sul-africano que participou dos Grandes Prêmios da África do Sul de Fórmula 1 em 1963 e 1974.